# 愛のメモリー (曲)
「愛のメモリー」（あいのメモリー）は、1977年8月10日に発売された松崎しげるの14枚目のシングル（規格品番：SV-6266）。

## 解説
1976年、ビクターレコードのディレクターがスペインのマジョルカで開催される「マジョルカ音楽祭」を知り、音楽祭参加のために楽曲を制作することを決意する。同音楽祭は、当時注目をされていたヨーロピアン・ポップス界の登竜門的存在であり、審査員はフランシス・レイ、ポール・モーリア、ミシェル・ルグランなどが名を連ねていた。
ディレクターの意向により、それまでにないスケールの大きな楽曲が製作されることとなり、歌手として松崎に白羽の矢が立った。フランク・シナトラの「マイ・ウェイ」を念頭においた、ラブ・バラードが最適とディレクターは判断し、作詞をたかたかし、作曲を馬飼野康二に依頼する。たかは『万葉集』から、藤原鎌足が采女安見児を得たときに詠んだ歌「われはもや安見児得たり皆人の得難にすとふ安見児得たり」を基に、馬飼野はヘンリー・マンシーニの「ひまわり」を念頭に置き楽曲を完成、「愛の微笑み」と名づけられた。
音楽祭では、より曲を印象付けるため、サビをスペイン語にするなどの手直しが施された。本番では松崎の圧倒的な歌唱力とステージ・パフォーマンスにより、松崎自身に最優秀歌唱賞を、総合では第2位を記録する。しかし、日本での対応は冷ややかで、各種メディアを始め音楽関係者も松崎の受賞に関心を持たず、楽曲そのものに関しても注目が集まることはほとんどなかった。そのため、松崎自身がテープを持参して曲の売込みを行うこととなるが、売り込み自体も難航した。
やがて、松崎はかつて仕事をした関西のCMプロデューサーを訪ね、その際に、サビの部分に興味を抱いたプロデューサーの意向により、江崎グリコのアーモンド・チョコレートのコマーシャルソングとして採用されることが決まった。
1977年、三浦友和と山口百恵の共演するコマーシャルに流れたことで「愛の微笑み」は注目を集め、同年8月に、歌詞を一部改変して「愛のメモリー」としてリリースすると瞬く間にヒットを記録。売上は80万枚に達した。同年暮れの『第28回NHK紅白歌合戦』に初出場も果たした。
1978年春の第50回選抜高校野球大会の行進曲にも起用され、かつて高校球児だった松崎は、開会式のゲストという形ながらも憧れの甲子園球場に出場を果たすこととなった。
1993年10月27日には、カップリングを田中星児の「ビューティフル・サンデー」に変更したシングルが8cmCDとして発売された（規格品番：VIDL-10423）。

### 再評価
2005年8月、音楽配信サイト『iTunes Music Store』日本版開始時に最高3位にランクインし、ネットを中心にした新たなブームが起きた。新曲が重視される配信サービスにおいて、過去の優れた楽曲に対する関心の大きさも示し、廃盤となった楽曲が配信によって再評価されることへの期待も高まるようになった。なお、『iTunes Music Store』で懐かしの曲を買うことを、この曲の影響から「シゲる」と呼ばれ、『週刊ポスト』やラジオ番組『サントリー・サタデー・ウェイティング・バー』などでも取り上げられた。

## 収録曲
- 両楽曲共に、作詞：たかたかし

1. 愛のメモリー [03:57]
作曲・編曲：馬飼野康二
2. フライング・バード [03:38]
作曲・編曲：釘崎哲朗

## 35周年記念シングル
2012年6月6日、メガボリュームのマキシシングル「愛のメモリー 35th Anniversary Edition」が発売された。全14トラックすべてが「愛のメモリー」で、オリジナルの他、それまで複数のアルバムに収録されてきたものや、新録音バージョンなどを含んでいる。値段は1000円。「同一歌手・同一曲の最多収録記録」を「ギネス・ワールドレコーズ」に申請するという。オリコンでは初登場79位を記録、個人名義では25年ぶりのシングルTOP100入り。翌週は52位にランクアップ、「愛のメモリー」としては34年ぶりのTOP60入りとなった。

### 収録曲（35周年記念シングル）
- 全曲作詞：たかたかし／作曲：馬飼野康二

1. 愛のメモリー（2012ver.）
編曲：亀田誠治
2. 愛のメモリー（Bossa ver.）
編曲：亀田誠治
3. 愛のメモリー
編曲：松崎しげる、Pinetree Family Band
4. 愛のメモリー
編曲：野見祐二
5. 愛のメモリー 2009
編曲：門倉聡
6. 愛のメモリー 21
編曲：鈴木豪
7. 愛のメモリー
編曲：北村仁志
8. 愛のメモリー
編曲：水島康貴
9. 愛のメモリー（Live Version）
10. 愛のメモリー
編曲：杉山正明
11. 愛のメモリー（Original Single Version）
編曲：馬飼野康二
12. 愛の微笑
編曲：馬飼野康二
13. 愛のメモリー（2012ver. インストゥルメンタル）
14. 愛のメモリー（Bossa ver. インストゥルメンタル）

## メディアでの使用
愛のメモリー
- 2005年のテレビドラマ『富豪刑事』の主題歌として及川光博がカバーし、さらには同ドラマ内のクライマックスで、松崎しげるが及川光博とともにデュエットで歌った。

愛のメモリー 猫侍バージョン
- 2015年公開の映画『猫侍 南の島へ行く』の主題歌として新たに録音されたもの。松崎による猫の鳴き真似が挿入される、歌詞の一部が「にゃー」に変えられる、といった変更がされている。

## カバー
愛のメモリー
- 水原弘のアルバム『絶唱 最後の録音盤』に収録。
- 及川光博のシングル「愛のメモリー」（2005年）に収録。（ドラマ『富豪刑事』のエンディングテーマ）であり、松崎本人と及川が最終回で共演した。
- ミトカツユキのアルバム『LOVE MESSENGER 〜COVER SONG〜 』（2009年）に収録。
- 秋川雅史のアルバム『ファンタジスタ〜翼をください〜 』（2010年）に収録。
- 松原健之のアルバム『こころの歌 訪ね旅』（2012年）に収録。
- 島津亜矢のアルバム『SINGER 2』（2013年）に収録。
- PENICILLINのアルバム『Memories〜Japanese Masterpieces〜』（2015年）に収録。

## その他
- 1991年、フジテレビの1or8という番組内で『ハゲのメモリー』という替え歌を自ら歌い上げた。
- 2007年に登場したパチンコ「愛と誠」でテーマソングとして採用され、大当たり中にはこの歌が流れる仕様になっていた。
- ももいろクローバーZのライブでは松崎がこの曲に乗って登場し、ももいろクローバーZの今後の活動を替え歌にしてメンバーと観客に知らせるのが恒例になっている[6]。